# تورستن أندرسن
تورستن أندرسن (بالدنماركية: Torsten Andersen)‏ هو لاعب كرة قدم دنماركي في مركز الهجوم، ولد في 27 مارس 1949 في كوبنهاغن في مملكة الدنمارك. شارك مع منتخب الدنمارك لكرة القدم. أما مع النوادي، فقد لعب مع رويال أندرلخت وكوبنهاغن بولدكلوب.

## وصلات خارجية
- تورستن أندرسن على موقع قاعدة بيانات كرة القدم.إي يو (الإنجليزية)
- تورستن أندرسن على موقع ناشيونال فوتبول تيمز (الإنجليزية)